# تنسنت

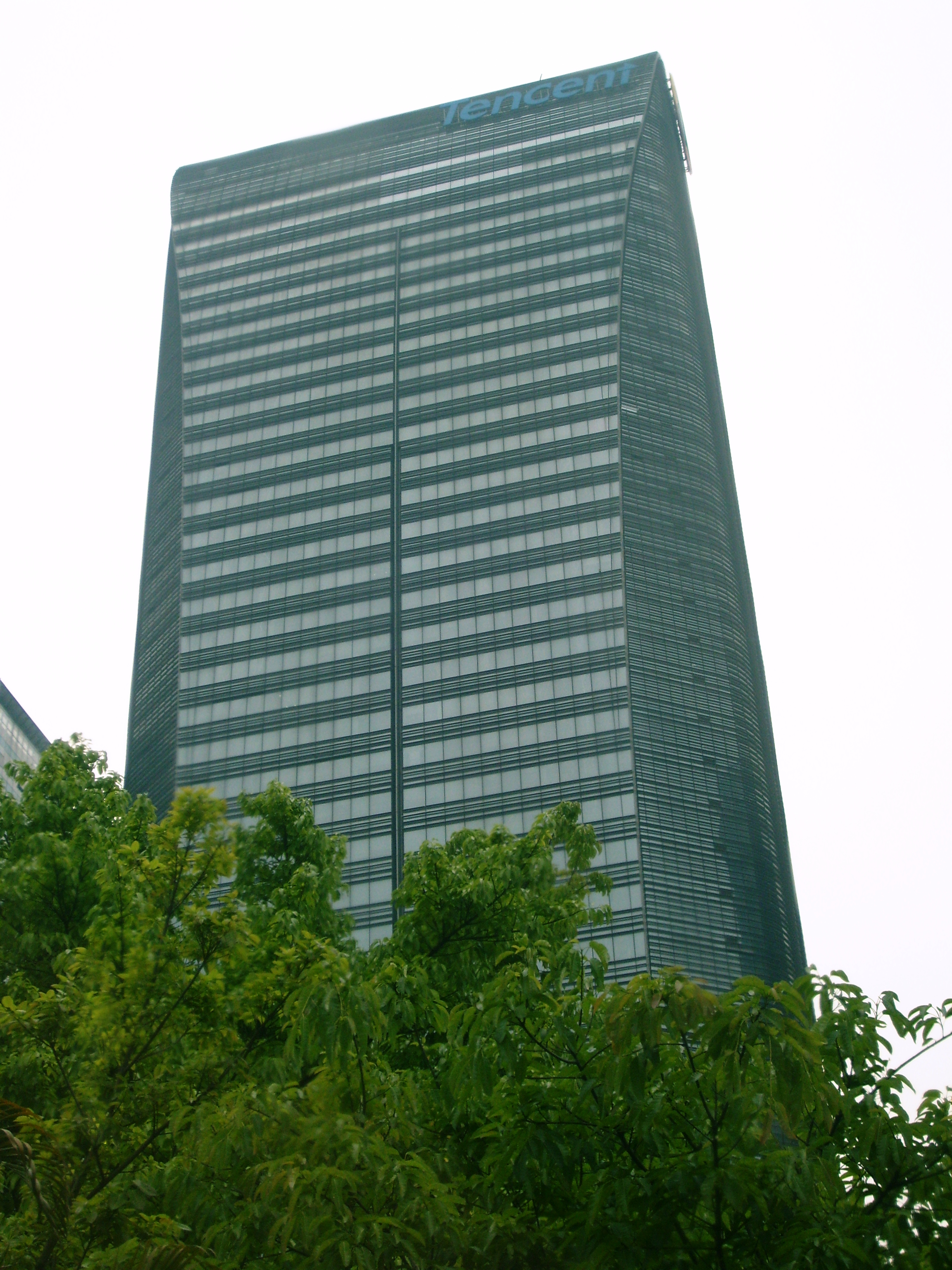
ساختمان دفتر مرکزی شرکت تنسنت، در شهر شنژن

تِنسِنت (به انگلیسی: Tencent) (به چینی: 腾讯控股有限公司) شرکت هلدینگ چینی است، که در زمینه ارائه خدمات شبکه‌های اجتماعی، رسانه‌های گروهی، پورتال‌های وب، تجارت الکترونیک، آنتی‌ویروس‌ها، مرورگر وب، بازی‌های چندنفره آنلاین (مانند پابجی موبایل)، بازی‌های ویدیویی و خدمات ارزش افزوده مخابرات فعالیت می‌کند.
شرکت تنسنت در سال ۱۹۹۸ توسط ما هواتنگ راه‌اندازی شد و در حال حاضر (۲۰۲۳) پس از گوگل، آمازون.کام و ای‌بی چهارمین شرکت بزرگ اینترنتی جهان محسوب می‌شود.
دفتر مرکزی این شرکت در شهر شنژن، گوانگ‌دونگ قرار دارد و بخشی از سهام آن در بازارهای بورس اوراق بهادار هنگ کنگ و بورس شانگهای معامله می‌شود.
تنسنت در کشور چین شرکت تنسنت نقش بسیار کلیدی در زندگی روزمره مردم بازی می‌کند. مردم بیشتر فعالیت‌های خود را مثل پرداخت اجاره خانه، کمک خواستن از پلیس و یا آتش نشان، خرید کردن، پرداخت کردن قبض پارکینگ، بازی کردن و … را توسط اپلیکیشن‌های مختلف شرکت tencent انجام می‌دهند. 

## مهم‌ترین برنامه‌ها و سرمایه‌گذاری‌های شرکت تنسنت
پیام‌رسان Wechat و پلتفرم QQ سوپر اپلیکیشن‌های شناخته شده شرکت tencent هستند.اسنپ چت، تسلا و سوپر سل برخی از مهم‌ترین شرکت‌هایی هستند که تنسنت در آن‌ها مبالغ هنگفتی را سرمایه‌گذاری کرده است.

### بازی‌های ویدیویی، موبایلی و آنلاین
شرکت تنسنت بزرگ‌ترین تهیه کننده، سرمایه‌گذار و ناشر بازی‌های ویدیویی در دنیاست. بیرون از چین نام تنسنت را به خاطر سرمایه‌گذاری‌های متعدد این شرکت در صنعت بازی‌های ویدیویی شنیده‌ایم. برخی از مشهورترین آن‌ها در خارج از چین عبارتند از :
| نام شرکت            | درصد مالکیت تنسنت | بازی و برنامه‌های معروف                           |
| ------------------- | ----------------- | ------------------------------------------------ |
| Riot Games          | 100               | League of Legends                                |
| اپیک‌گیمز            | 40                | Fortnite Mobile                                  |
| NovaLogic           | 100               | Delta Force: Hawk Opc mobile/PC/Cons             |
| یوبی‌سافت            | 5                 | Assassin’s Creed                                 |
| Activision Krafton  | 75                | Call of Duty mobile Pubg mobile                  |
| بلیزارد             | 5                 | world of Warcraft                                |
| Novalogic           | 100               | Delta                                            |
| سوپرسل              | 84.3              | Clash Of Clans, Clash Royal, Boom Beech, Hay Day |
| Paradox Interactive | 5                 | Hearts of Iron Vampire The Masquerade            |

یکی از بزرگترین شبکه‌های اجتماعی صنعت بازی توسط Discord ارایه می‌شود؛ طوری که هر بازی و مجموعه‌ای در Discord حضور دارد. سال گذشته شنیدیم که Discord رقمی معادل ۱۵۸ میلیون دلار سرمایه‌گذاری خارجی دریافت کرده است. تنسنت و تعدادی سرمایه‌گذار دیگر این رقم را به Discord داده‌اند .
تنسنت در بیش از ۳۰۰ شرکت مختلف سرمایه‌گذاری کرده و سهامدار است؛ طوری که تصور نمی‌کنیم حتی کمپانی دیگری بتواند در این زمینه از آن جلو بزند .

## تحریم ایالات متحده آمریکا
شامگاه پنج‌شنبه ۱۶ مرداد ۱۳۹۹، دونالد ترامپ، رئیس‌جمهور ایالات متحده آمریکا، با صدور فرمانی اعلام کرد که از یک ماه و نیم دیگر انجام معامله میان آمریکایی‌ها با شرکت‌های چینی مالک اپلیکیشن‌های «تیک‌تاک» و «وی‌چت» ممنوع است. این ممنوعیت که از ۴۵ روز آینده بعد از ۱۶ مرداد ۱۳۹۹، شروع می‌شود شامل دو شرکت «بایت دانس» و «تنسنت» خواهد شد و براساس آن مجوزهای این دو شرکت برای کاربرد اپلیکیشن‌های یادشده در آمریکا اجازه تمدید ندارند.
ترامپ در فرمان خود عنوان کرد که اپلیکیشن تیک‌تاک می‌تواند در کمپین‌های دروغ‌پراکنی به سود حزب کمونیست چین به کار گرفته شود و از این رو ایالات متحده «باید به منظور حفاظت از امنیت ملی ما دست به اقدامی تهاجمی علیه مالکان تیک‌تاک بزند». رئیس‌جمهوری آمریکا در فرمان دیگری گفت، اپلیکیشن وی‌چت «به شکل خودکار بخش بزرگی از اطلاعات کاربران خود را ضبط می‌کند که این گردآوری اطلاعات این اجازه را به حزب کمونیست چین می‌دهد که به اطلاعات شخصی و حقوقی آمریکایی‌ها دسترسی داشته باشند».